# Polydesma otiosa
Polydesma otiosa là một loài bướm đêm trong họ Erebidae.